# Englischer Angriff
|   | a | b | c | d | e | f | g | h |   |
| 8 |   |   |   |   |   |   |   |   | 8 |
| 7 |   |   |   |   |   |   |   |   | 7 |
| 6 |   |   |   |   |   |   |   |   | 6 |
| 5 |   |   |   |   |   |   |   |   | 5 |
| 4 |   |   |   |   |   |   |   |   | 4 |
| 3 |   |   |   |   |   |   |   |   | 3 |
| 2 |   |   |   |   |   |   |   |   | 2 |
| 1 |   |   |   |   |   |   |   |   | 1 |
|   | a | b | c | d | e | f | g | h |   |

Als den Englischen Angriff (im Englischen: „English Attack“) unter den Schacheröffnungen versteht man im engeren Sinne das Abspiel der Najdorf-Variante der Sizilianischen Verteidigung, in der Weiß im sechsten Zug den Damenläufer vom Ursprungsfeld c1 nach e3 entwickelt. Der englische Angriff wird unter dem ECO-Code B90 eingeordnet. Er gilt als eines der positionell nachhaltigsten Systeme gegen die Najdorf-Variante, kann aber auch in sehr komplizierte offene Stellungen münden.

## Zugfolge
Die Grundstellung entsteht nach 1. e2–e4 c7–c5 2. Sg1–f3 d7–d6 3. d2–d4 c5xd4 4. Sf3xd4 Sg8–f6 5. Sb1–c3 a7–a6 6. Lc1–e3.
Der weiße Läufer auf e3 deckt den Springer auf d4 und überstreicht das Feld b6 im Lager des Schwarzen, welches dieser eben zuvor im fünften Zug mit der Wahl der Najdorf-Variante a7–a6 etwas geschwächt hat. Weiß strebt häufig den Bauernvorstoß g2–g4–g5 an, um den Springer f6 vertreiben und so um die Kontrolle des Feldes d5 zu kämpfen, oder um durch weiteres g5–g6 die Stellung des schwarzen Königs anzugreifen. Weil der Königsflügel auf diese Weise geöffnet wird, wählt Weiß dann meistens die lange Rochade zum Damenflügel hin.
Der Zug 6. Lc1–e3 wird bereits seit Ende der 1930er Jahre im Turnierschach gespielt. Ins Weltklasseschach eingeführt hat
das mit nachfolgendem g2–g4–g5 verbundene Angriffssystem dagegen Großmeister Robert Byrne in drei Partien beim Aljechin Memorial zu Moskau im Jahr 1971. Der englische Angriff trägt seinen heutigen Namen, weil er in den 1980er Jahren von englischen Großmeistern wie John Nunn, Nigel Short und Murray Chandler untersucht und mit Erfolg eingesetzt wurde. Der englische Angriff hat sich als eine Art Hauptvariante des Schach herauskristallisiert, insofern die einleitenden 11 Halbzüge in modernen Partiendatenbanken jeweils die am häufigsten gespielten sind.
Weiß kann auch versuchen, den englischen Angriff mit 6. f2–f3 einzuleiten. Nach 6. … b7–b5 7. Lc1–e3 b5–b4 8. Sc3–d5 Sf6xd5 9. e4xd5 geschah 9. … Lc8–b7 in Peter Leko – Peter Swidler 2003 und 9. … g7–g6 in Viswanathan Anand – Wesselin Topalow 1999 mit ungefähr gleichen Stellungen.

## Varianten
Schwarz steht vor der grundsätzliche Entscheidung zwischen den Königsbauernzügen 6. … e7–e5 und 6. … e7–e6 und dem sofortigen Angriff auf den Läufer e3 durch 6. … Sf6–g4.
- 6. … Sf6–g4. Diese direkte Störung der weißen Absichten hat Garri Kasparow im Jahr 1996 als Hauptwaffe gegen den englischen Angriff in sein Repertoire aufgenommen. Die moderne Hauptvariante geht weiter mit 7. Le3–g5 h7–h6 8. Lg5–h4 g7–g5 9. Lh4–g3 Lf8–g7 10. h2–h3, und nun 10. … Sg4–f6 oder 10. … Sg4–e5.
- Die Hauptvariante auf 6. … e7–e5 beginnt mit 7. Sd4–b3 Lc8–e6 8. f2–f3 und nun 8. … Lf8–e7 oder 8. … Sb8–d7.
- Der flexible Zug 6. … e7–e6 leitet zu Stellungsbildern der Scheveninger Variante über. Die Hauptmöglichkeiten für Weiß sind:
  - 7. f2–f3. In der Stellung nach 7. … b7–b5 8. g2–g4 h7–h6 9. Dd1–d2 b5–b4 10. Sc3–e2 Sb8–d7 ist es für Weiß gefährlich, den Bauern b4 mit der Dame zu schlagen, weil Schwarz nach 11. Dd2xb4 d6–d5 diese mit Tempogewinn angreift.
  - 7. Lf1–e2 plant den Vorstoß g2–g4 mit dem Läufer zu unterstützen und den direkten Bauernvorstoß f2–f4 folgen zu lassen.
  - 7. g2–g4, ein verzögerter Keres-Angriff mit der Einladung zu haarsträubenden Verwicklungen nach dem Figurenopfer 7. … e6–e5 8. Sd4–f5 g7–g6 9. g4–g5 g6xf5 10. e4xf5 d6–d5 11. Dd1–f3 d5–d4 12. 0–0–0. Diese Variante wird Perenyi-Gambit oder Ungarischer Angriff genannt.